# Geoff Neale
Geoffrey J. Neale – amerykański polityk, aktualny przewodniczący Partii Libertariańskiej oraz w latach 2002–2004. Pięciokrotnie był członkiem Libertarian National Committee oraz dwukrotnie przewodniczącym oddziału Partii Libertariańskiej w Teksasie.
W 2006 Neale został wybrany na skarbnika Partii Libertariańskiej. W styczniu następnego roku, zrezygnował z tej funkcji, a jego miejsce zajął Aaron Starr. Swoją rezygnację tłumaczył tym, że komitet, pomimo jego sprzeciwów, uchwalił niezbalansowany budżet w wysokości 500 000 $.
Został wybrany na przewodniczącego partii podczas 2012 Libertarian National Convention, odbywającego się w dniach 2-6 maja, w Nevadzie.